# Toni Kähkönen
Toni Kähkönen (* 29. September 1986 in Vaasa) ist ein finnischer Eishockeyspieler, der seit 2021 bei Kiekko-Espoo in der zweitklassigen finnischen Mestis unter Vertrag steht.

## Karriere
Toni Kähkönen begann seine Karriere als Eishockeyspieler in der Jugend des finnischen Erstligisten Espoo Blues, für deren Profimannschaft er in der Saison 2006/07 sein Debüt in der SM-liiga gab, wobei er in 13 Spielen punkt- und straflos blieb. In der folgenden Spielzeit wurde der Angreifer mit den Blues Vizemeister, wobei er in Hauptrunde und Playoffs zusammen auf 14 Scorerpunkte in 48 Spielen kam. In der Saison 2008/09 gelang es dem Linksschützen erneut seine Ausbeute zu steigern, wobei er in 57 Spielen insgesamt 26 Scorerpunkte erzielte. Auch 2011 wurde er mit dem Klub Zweiter der finnischen Meisterschaft.
Zwischen 2012 und 2014 lief er für  Kärpät Oulu auf und gewann mit den Wieseln 2014 die finnische Meisterschaft. Nach diesem Erfolg wechselte er zur Leksands IF aus der schwedischen Svenska Hockeyligan. Anschließend stand er beim Karlskrona HK, ebenfalls in der SHL, unter Vertrag, ehe er 2016 zu Kärpät zurückkehrte.
Von April 2017 bis 2020 stand er bei KooKoo unter Vertrag und agierte dort als Mannschaftskapitän. Anschließend wechselte er nach Ungarn, wo er für Alba Volán Székesfehérvár in der österreichischen ICE Hockey League spielte. 2021 kehrte er nach Finnland zurück und spielt dort nunmehr für Kiekko-Espoo in der zweitklassigen Mestis.

### International
Bei der Euro Hockey Tour 2008/09 debütierte Kähkönen in der finnischen Nationalmannschaft. Auch 2009/10, als die Finnen die Turnierserie gewinnen konnten und 2012/13 vertrat er seine Farben bei der Euro Hockey Tour.

## Erfolge und Auszeichnungen
- 2008 Finnischer Vizemeister mit den Espoo Blues
- 2011 Finnischer Vizemeister mit den Espoo Blues
- 2010 Gewinn der Euro Hockey Tour
- 2014 Finnischer Meister mit Kärpät Oulu